# 持永哲志
持永 哲志（もちなが てつじ、1960年7月26日 - 2008年8月6日）は、日本の元官僚、政治活動家。元自民党宮崎県第三選挙区支部長。元自民党総合政策研究所主任研究員。衆院選に2度、宮崎県知事選に1度出馬するも落選。父は元衆議院議員の持永和見。叔父は元自治事務次官の持永堯民。

## 来歴・人物
東京都生まれ（本籍地は宮崎県都城市）。開成高等学校を経て東京大学法学部を卒業し通商産業省（現・経済産業省）に入省。通産省在職中にジョンズ・ホプキンス大学高等国際問題研究大学院（SAIS）に留学し大臣官房参事官などを歴任。通産省が省庁再編を経て経済産業省となった後では、経済産業政策局参事官（産業人材政策担当）・産業技術環境局技術振興課長を務めた。
2003年11月の総選挙に父の後継として宮崎3区に無所属で出馬。古川禎久との自民党公認調整がつかず、2名とも無所属での立候補となったが、敗れて落選。その後、北陸先端科学技術大学院大学客員教授を務めて、2005年9月の総選挙には古川が郵政国会で造反したことから自民党公認候補（いわゆる刺客候補）として出馬するが落選。
2007年1月の宮崎県知事選にも、自民党・公明党推薦で出馬するものの、保守陣営から川村秀三郎が立候補して分裂選挙となる。知事選は東国原英夫が当選し、持永は落選した。
選挙には敗北したものの、東国原英夫知事から副知事への就任を打診される。しかし、この情報が公式発表前にマスコミにリークされる。選挙戦の対立候補を副知事に起用することは、異例のこととして、注目された。副知事起用には県議会の過半数の賛成という承認が必要であったため、あまりにも県議会とかけ離れた人物を副知事に起用できないという問題もあった。その点、県議会で42人中32人が自民会派で占めており、自民党に近い持永の副知事起用には県議会の承認も問題ないと思われ、東国原が県議会とのパイプ役を模索していると報道された。持永は中央官庁出身であったことから、中央官界とのパイプも模索している、と報道された。東国原は「（持永氏は）選挙戦を通じ、企業誘致などの分野で私より優れた政策を打ちだしており有能だ」「3年間宮崎で政治活動を行っており、自分より宮崎の実情に詳しい」と述べ、持永の副知事起用を模索する。しかし、東国原は知事選中に「保守分裂で自民党から2人出てきた。また宮崎は権力争いですよ」「元官僚には改革はできない」「政治家の二世にも改革はできない」と主張して、対立候補である持永を批判していたことから、県民の反発が強まった。最終的に東国原は持永の副知事起用を断念した。結果として副知事人事において、東国原によって振り回されて晒し者にされた形になった持永だが、「知事も悩まれたようだ。非礼があったとは思わない」と知事の境遇に一定の理解を示した。
2007年5月、株式会社日本総合研究所に入社。総合研究部門主席研究員を務めた。
2008年8月6日、家族旅行で訪れていた沖縄県今帰仁村のビーチで遊泳中に心臓発作を起こし急死。